# Kepler-43b
Kepler-43b es un exoplaneta que orbita a la estrella Kepler-43. Fue descubierto por el Telescopio Espacial Kepler en 2011.

## Historial de apertura
El planeta fue abierto por el telescopio Kepler en 2011. los científicos fueron capaces de averiguar las características del planeta a través del método de velocidad radial de las estrellas principales.

## Características
kepler-43 b - gigante gaseoso. Masa de Kepler-43 b - 3.23 Jupiters, radio de Kepler-43 b - 1.219 Jupiters.

## Enlaces extaernos
- “Validation of Kepler's Multiple Planet Candidates. II: Refined Statistical Framework and Descriptions of Systems of Special Interest” by Jack J. Lissauer, et al. NASA Ames Research Center, Moffett Field, CA 94035, USA
- “Validation of Kepler's Multiple Planet Candidates. III: Light Curve Analysis & Announcement of Hundreds of New Multi-planet Systems” by Jason F. Rowe, et al. NASA Ames Research Center, Moffett Field, CA 94035 and SETI Institute, Mountain View, CA 94043, USA

- Datos: Q18812303